# Toqtar Äubäkirow
Toqtar Onggharbajuly Äubäkirow (kasachisch-kyrillisch Тоқтар Оңғарбайұлы Әубәкіров, kasachisch-lateinisch Toqtar Oñğarbayulı Äwbäkirov; russisch Токтар Онгарбаевич Аубакиров/Toktar Ongarbajewitsch Aubakirow; * 27. Juli 1946 bei Qaraghandy, Kasachische SSR) ist ein ehemaliger kasachischer Militärpilot und Kosmonaut. Er war 1991 der erste Kasache im Weltall.

## Laufbahn
Äubäkirow absolvierte die Akademie der Luftstreitkräfte und bekleidete als Fallschirmspringer und Testpilot den Rang eines Generalmajors der sowjetischen Luftwaffe, bevor er im Januar 1991 noch in der Sowjetunion als Kosmonaut ausgewählt wurde.
Im Rahmen seiner Tätigkeit als Testpilot war er unter anderem an der Entwicklung der MiG-31 beteiligt. Um Langzeitpatrouillenflüge zu absolvieren, führten einige Piloten Testflüge von bis zu 5 h Dauer durch. So flog Äubäkirow zur Überprüfung des Navigationssystems mehrere Male in die Nähe des Polarkreises. Für seine Tätigkeit als Testpilot wurde ihm im Jahre 1988 und damit noch vor seinem Flug ins All der Titel Held der Sowjetunion verliehen. Im November 1989 führte er die erste Deckslandung auf dem ersten sowjetischen Flugzeugträger Tbilissi (heute Admiral Kusnezow) mit einer MiG-29K durch.
Am 2. Oktober 1991 startete er gemeinsam mit dem Österreicher Franz Viehböck und dem Sowjetbürger Alexander Wolkow mit Sojus TM-13 vom kasachischen Weltraumbahnhof Baikonur (kasachisch Baiqongyr) und verbrachte acht Tage im All.
Noch vor dem Zusammenbruch der Sowjetunion hatte sich die Kasachische SSR am 29. August 1991 von der Sowjetunion für unabhängig erklärt und Kasachstan hatte zu diesem Zeitpunkt keinen anerkannten Status. Er war der erste ehemalige Sowjetbürger, der ohne formell abgeschlossene Kosmonautenausbildung ins All flog, weil er vorgezogen wurde. Es wird vermutet, dass die Teilnahme eines kasachischen Kosmonauten Teil der Vertragsbedingungen zu Baikonur zwischen Kasachstan und der damaligen Sowjetunion war. Äubäkirow wurde unmittelbar nach Abschluss seiner Mission aus dem Kosmonautenkorps entlassen und er erhielt als erster Teilnehmer an einer sowjetischen Raumfahrtmission dafür nicht den Titel Held der Sowjetunion verliehen.
Seit 1993 bis zu seiner Pensionierung war er Generaldirektor der Nationalen Luft- und Raumfahrtagentur der Republik Kasachstan. Außerdem war er Abgeordneter im kasachischen Parlament. 1995 wurde er als Held Kasachstans ausgezeichnet.